# Bogotacris varicolor
Bogotacris varicolor är en insektsart som först beskrevs av Carl Stål 1878.  Bogotacris varicolor ingår i släktet Bogotacris och familjen gräshoppor. Inga underarter finns listade i Catalogue of Life.